# شکوه قهرمان
شکوه قهرمان فیلمی به کارگردانی و نویسندگی محمد زرین دست محصول سال ۱۳۴۸ است. اکران نخست فیلم در تاریخ چهارشنبه ۱۹ شهریور ۱۳۴۸ خورشیدی همزمان در ده سینما در تهران (رکس، دیانا، نپتون، شهوند، لیدو، همای، پاسارگاد، اسکار، ارانوس و آستارا) و همزمان در شهرستانهای اصفهان و مشهد بوده است.  .

## خلاصه داستان
دو برادر عاشق دختر کارخانه داری می‌شوند…

## بازیگران
- محمد زرین دست
- نیلوفر
- فرخ ساجدی
- آنوشاوان هاروتیونیان
- همایون بهادران
- هاله (سیمین دیوسالار)
- جلال پیشواییان
- مسعود زادگان
- دهقان
- منوچهر ژیان
- ایران قادری